# Chiến dịch Bắc Iraq
Chiến dịch Bắc Iraq (tiếng Thổ: Kuzey Irak Harekâtı) là chiến dịch của Lực lượng Vũ trang Thổ Nhĩ Kỳ vượt qua biên giới vào miền bắc Iraq từ ngày 12 tháng 10 đến ngày 1 tháng 11 năm 1992, nhằm chống lại Đảng Lao động Kurd. Đảng này bị một số quốc gia và tổ chức, kể cả Hoa Kỳ, Tổ chức Hiệp ước Bắc Đại Tây Dương và Liên minh châu Âu coi là một tổ chức khủng bố toàn cầu. Hơn 37.000 người đã bị giết trong xung đột Đảng Lao động Kurd-Thổ Nhĩ Kỳ kể từ năm 1984.

## Tổn thất
Thổ Nhĩ Kỳ công bố các số liệu về thương vong; trong đó số bị chết là 28 người, gồm 1 sĩ quan, 3 hạ sĩ quan và 22 lính và số bị thương là 125 người, gồm 12 sĩ quan, 16 hạ sĩ quan và 93 lính. Thổ Nhĩ Kỳ cũng công bố tổng số quân vũ trang người Kurd bị vô hiệu hóa, tổng cộng là 2.783 người với 1.551 bị giết chết và 1.232 bị bắt sống hay bị thương.